# Shōhei Ikeda
Shōhei Ikeda (池田 昇平 Ikeda Shōhei?, nacido el 27 de abril de 1981 en Shizuoka) es un exfutbolista japonés. Jugaba de defensa y su último club fue el FC Gifu de Japón.

## Trayectoria

### Clubes
| Club                | País  | Año         |
| ------------------- | ----- | ----------- |
| Shimizu S-Pulse     | Japón | 2000 - 2004 |
| Sanfrecce Hiroshima | Japón | 2005        |
| Vegalta Sendai      | Japón | 2006        |
| JEF United Chiba    | Japón | 2007 - 2010 |
| Ehime FC            | Japón | 2011        |
| FC Gifu             | Japón | 2012        |

## Estadística de carrera

### J. League
| Club                | Año   | J. League | J. League | Copa J. League | Copa J. League | Total | Total |
| Club                | Año   | Part.     | Goles     | Part.          | Goles          | Part. | Goles |
| ------------------- | ----- | --------- | --------- | -------------- | -------------- | ----- | ----- |
| Shimizu S-Pulse     | 2000  | 1         | 0         | 2              | 0              | 3     | 0     |
| Shimizu S-Pulse     | 2001  | 0         | 0         | 0              | 0              | 0     | 0     |
| Shimizu S-Pulse     | 2002  | 27        | 0         | 7              | 0              | 34    | 0     |
| Shimizu S-Pulse     | 2003  | 28        | 2         | 3              | 0              | 31    | 2     |
| Shimizu S-Pulse     | 2004  | 8         | 0         | 2              | 0              | 10    | 0     |
| Sanfrecce Hiroshima | 2005  | 10        | 0         | 2              | 0              | 12    | 0     |
| Vegalta Sendai      | 2006  | 22        | 0         | -              | -              | 22    | 0     |
| JEF United Chiba    | 2007  | 13        | 0         | 2              | 0              | 15    | 0     |
| JEF United Chiba    | 2008  | 27        | 0         | 5              | 0              | 32    | 0     |
| JEF United Chiba    | 2009  | 19        | 0         | 5              | 0              | 24    | 0     |
| JEF United Chiba    | 2010  | 0         | 0         | -              | -              | 0     | 0     |
| Ehime FC            | 2011  | 34        | 1         | -              | -              | 34    | 1     |
| FC Gifu             | 2012  | 10        | 0         | -              | -              | 10    | 0     |
| Total               | Total | 199       | 3         | 28             | 0              | 227   | 3     |

## Palmarés

### Títulos nacionales
| Título             | Club            | País  | Año  |
| ------------------ | --------------- | ----- | ---- |
| Copa del Emperador | Shimizu S-Pulse | Japón | 2001 |